# بيلي هايز
بيلي هايز (بالإنجليزية: Billy Hayes)‏ (8 نوفمبر 1895 في المملكة المتحدة - ) هو لاعب كرة قدم بريطاني (وحمل سابقاً جنسية المملكة المتحدة لبريطانيا العظمى وأيرلندا) في مركز حراسة المرمى. لعب مع برايتون أند هوف ألبيون وبريستون نورث إيند وستوكبورت كونتي ونادي ساوثيند يونايتد ونادي تشورلي ونادي بارسكو ونادي ستاليبريدج سيلتيك وأكرينجتون ستانلي ‏ وباك أب بورو ‏ وWinsford United F.C. ‏.